# Callaeas
Callaeas és un gènere d'ocells de la família dels cal·leids (Callaeidae). Són endèmics de Nova Zelanda, el kòkako de l'illa del Nord (Callaeas wilsoni) en perill d'extinció i el presumpte extint kòkako de l'illa del Sud (Callaeas cinereus).

## Descripció
Les dues espècies són de color gris pissarra amb barbetes i tenen màscares negres.
El kòkako de l'illa nord (Callaeas wilsoni), té barbes blaves (encara que aquest color es desenvolupa amb l'edat: en les cries d'aquest ocell, en realitat, tenen un color rosa clar). El kòkako de l'illa del Sud (Callaeas cinereus), per contra, les té majoritàriament taronges, amb només una petita taca de blau a la base.

## Comportament
El kòkako té un cant bonic, clar i semblant a un orgue. El reclam pot arribar a varis quilòmetres. A primera hora del matí les parelles reproductores canten juntes en un duet semblant a una campana. Diferents poblacions de diferents parts de l'Illa Nord (si és que hi ha poblacions de kòkako de l'Illa Sud, actualment són desconegudes) tenen cants clarament diferents.
El kòkako és un volador maldestre i poques vegades vola més de 100 metres. Les ales d'aquesta espècie són relativament curtes i arrodonides. Prefereix saltar de branca en branca amb les potents potes grises. No vola tant com llisca i, quan es veu mostrant aquest comportament, generalment s'enfila per arbres alts (sovint podocarps de Nova Zelanda com el rimu i el matai) abans de planejar cap a altres del voltant. El nínxol ecològic s'ha comparat amb el d'un esquirol volador.
La dieta consisteix en fulles, fulles de falguera, flors, fruits i invertebrats.

## Els kòkako i els humans
El mite maorí fa referència al kòkako en diverses històries. En una història notable, un kòkako va donar aigua a Māui mentre lluitava contra el sol omplint-hi els seus gruixuts d'aigua i oferint-la a Māui per saciar la seva set. Māui va recompensar el kòkako per la seva amabilitat estirant les cames fins que eren prims, llargues i fortes, de manera que el kòkako pogués saltar fàcilment pel bosc per trobar menjar.
El kòkako apareix al revers del bitllet de 50 dòlars de Nova Zelanda.

## Taxonomia
El gènere Callaeas va ser introduït el 1788 pel naturalista alemany Johann Reinhold Forster per donar cabuda a una única espècie, el kòkako de l'illa del sud, que és, per tant, l'espècie tipus. El nom del gènere es deriva de la paraula grega antiga «kallaia» per a les “barbetes d'un gall”.
Pertanyen a una família que conté cinc espècies d'ocells de Nova Zelanda, les altres tres són dues espècies de tīeke (Philesturnus) i l'extint huïa. Anteriorment estaven força esteses, però mica en mica les poblacions de kòkako a tota Nova Zelanda han estat delmades per les depredacions d'espècies invasores de mamífers com ara el pòssum comú, erminis, gats i rates, i la seva distribució s'ha contret significativament. Antigament aquest ocell es deia corb de Nova Zelanda. Tot i tenir una semblança amb el corb, no hi estan estretament relacionats.
No tenen parents propers a part de l'hihi, i les relacions taxonòmiques amb altres ocells encara estan per determinar.
Segons la Classificació del Congrés Ornitològic Internacional (versió 15.1, 2025) aquest gènere està format per dues espècies:
- Callaeas wilsoni - kòkako de l'illa del Nord.
- Callaeas cinereus - kòkako de l'illa del Sud.